# احمد سلام محمد
احمد سلام محمد (انگلیسی: Ahmad Salam Muhammad؛ زادهٔ ۲۰ اوت ۱۹۲۴) تیرانداز اهل پاکستان بود. وی در بازی‌های المپیک تابستانی ۱۹۶۴ شرکت کرده‌است.